# Eriborus buddha
Eriborus buddha là một loài tò vò trong họ Ichneumonidae.